# Uvariastrum
Uvariastrum là một chi thực vật thuộc họ Annonaceae. Chi này có các loài sau (tuy nhiên danh sách này có thể chưa đủ):
- Uvariastrum zenkeri, Engl. & Diels